# Championnat d'Europe masculin de rink hockey des moins de 20 ans 1992
Navigation
Championnat d'Europe masculin -20 ans 1991 Championnat d'Europe masculin -20 ans 1993
Le Championnat d'Europe Junior 1992 est la 31e édition de la compétition organisée par le Comité européen de rink hockey et réunissant les meilleures nations européennes des moins de 16 ans. Cette édition a lieu à Villeneuve, en Suisse.
L'équipe du Portugal des moins de 16 ans remporte sa 9e couronne européenne de rink hockey.

## Participants
Sept équipes prennent part à cette compétition.
- Portugal
- Italie
- Espagne
- Suisse
- France
- Allemagne
- Pays-Bas

## Résultats
Chaque équipe se rencontre une fois.
| Rang | Équipe    | Pts | J | G | N | P | Bp | Bc | Diff |  | Résultats  |  |     |     |      |     |      |      |
| ---- | --------- | --- | - | - | - | - | -- | -- | ---- |  | ---------- |  | --- | --- | ---- | --- | ---- | ---- |
| 1    | Portugal  | 11  | 6 | 5 | 1 | 0 | 42 | 9  | +33  |  | Portugal   |  | 3-2 | 2-2 | 2-0  | 9-2 | 15-1 | 11-2 |
| 2    | Italie    | 10  | 6 | 5 | 0 | 1 | 50 | 12 | +38  |  | Italie     |  |     | 3-2 | 15-3 | 5-2 | 12-2 | 13-0 |
| 3    | Espagne   | 9   | 6 | 4 | 1 | 1 | 40 | 5  | +35  |  | Espagne    |  |     |     | 7-0  | 5-0 | 6-0  | 18-0 |
| 4    | Suisse    | 6   | 6 | 3 | 0 | 3 | 12 | 30 | -18  |  | Suisse     |  |     |     |      | 2-1 | 4-3  | 3-2  |
| 5    | France    | 4   | 6 | 2 | 0 | 4 | 16 | 23 | -7   |  | France     |  |     |     |      |     | 7-0  | 4-2  |
| 6    | Allemagne | 2   | 6 | 1 | 0 | 5 | 15 | 43 | -28  |  | Allemagne  |  |     |     |      |     |      | 7-2  |
| 7    | Pays-Bas  | 0   | 6 | 0 | 0 | 6 | 6  | 59 | -53  |  | Angleterre |  |     |     |      |     |      |      |